# Necroscia horsfieldii
Necroscia horsfieldii är en insektsart som beskrevs av Kirby 1904. Necroscia horsfieldii ingår i släktet Necroscia och familjen Diapheromeridae. Inga underarter finns listade i Catalogue of Life.